# Ласкер-Шюлер, Эльза
Э́льза Ла́скер-Шю́лер (нем. Else Lasker-Schüler, полное имя нем. Elisabeth Lasker-Schüler; 11 февраля 1869, Эльберфельд, ныне Вупперталь — 22 января 1945, Иерусалим, Палестина) — немецкая поэтесса и писательница еврейского происхождения, одна из представительниц экспрессионизма.

## Биография
Эльза Ласкер-Шюлер родилась 11 февраля 1869 в городе Эльберфельде (ныне это один из районов города Вупперталя). Она была младшей из шестерых дочерей. Детство провела в эльберфельдском квартале Брилль. Её матерью была Жаннетта Шюлер, урождённая Киссинг, ставшая героиней многих стихотворений своей дочери; отцом — еврейский банкир Аарон Шюлер. Эльзу в семье считали вундеркиндом, так как в четыре года она уже умела читать и писать. В 1880 году она поступила в лицей «West An der Aue». Когда ей было 13, умер её любимый брат Пауль, а затем утраты следовали одна за другой: в 1890 году не стало матери, в 1897 ушёл из жизни отец. По собственному признанию поэтессы, смерть матери она восприняла как «изгнание из рая».

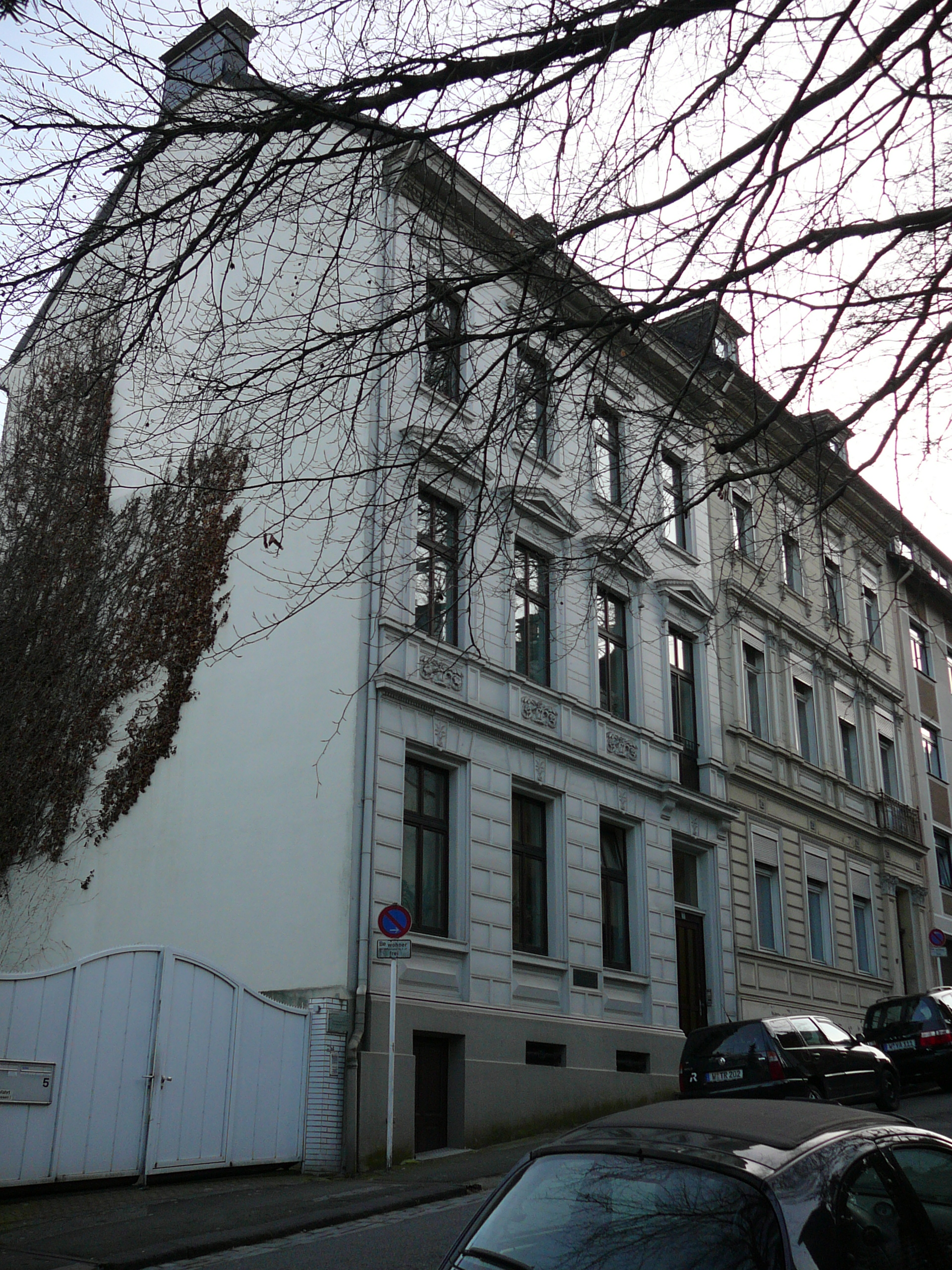
Дом в квартале Брилль, в котором выросла Эльза Ласкер-Шюлер

По окончании учёбы она вышла замуж за доктора Йонатана Бертольда Ласкера, старшего брата знаменитого шахматиста. Супруги переехали в Берлин. Там, в 1899 году были написаны её первые стихи, а в 1902 вышел сборник «Стикс» (нем. «Styx»). В 1903 году они с Бертольдом развелись и Эльза вышла замуж за писателя Георга Левина, публиковавшегося под придуманным ей псевдонимом Герварт Вальден.
В столице Эльза завела многочисленные литературные знакомства, посещая кафе и клубы, в которых собирались берлинские интеллектуалы: «Романское кафе», «Новый клуб» и многие другие. В 1906-07 годах появились её первые прозаические публикации: книга, посвящённая памяти её умершего друга писателя Петера Хилле (нем. «Das Peter-Hille-Buch»), и сборник прозы «Ночи Тино в Багдаде» (нем. «Die Nächte der Tino von Bagdad»). В 1909 году она опубликовала пьесу «Вуппер» (нем. «Die Wupper»), а спустя два года сборник стихов «Мои чудеса» (нем. «Meine Wunder»), после которого о ней заговорили как о первой поэтессе, начавшей писать в манере экспрессионизма. В 1910 году в берлинском «Неопатетическом кабаре» состоялся музыкально-поэтический вечер с её участием. В тот же вечер на сцене дебютировал со своими стихами поэт Георг Гейм.
После развода с Вальденом в 1912 году, Эльза оказалась в тяжёлом материальном положении и выжила в это время только благодаря поддержке друзей, в особенности литератора Карла Крауса, который печатал её в своём журнале «Факел». В том же году они встретились с поэтом Готфридом Бенном, ставшим одним из её лучших друзей. Он посвятил ей множество своих стихотворений. В 1922 году приняла участие в Международном конгрессе прогрессивных художников и подписала прокламацию об учреждении их союза. В 1927 году из-за смерти сына впала в глубокую депрессию.
Несмотря на то что в 1932 году поэтесса получила престижную литературную Клейстовскую премию и приобрела широкую известность в Германии, это не защитило её от нацистов и травли ими. 19 апреля 1933 года она подверглась нападению штурмовиков и после этого, опасаясь за свою жизнь, эмигрировала в Цюрих, откуда дважды (в 1934 и 1937 годах) ездила в Палестину. В 1938 году её лишили немецкого гражданства. Начало войны застало её в пути и сделало невозможным возвращение в Европу. В 1944 году Ласкер-Шюлер тяжело заболела и 22 января 1945 года умерла в Палестине. Её прах погребён на Масличной горе в Иерусалиме.

## Современники об Эльзе Ласкер-Шюлер
- Готфрид Бенн:

Она была маленького роста, стройная, словно мальчик, чёрные как смоль волосы коротко острижены — в то время такая женская причёска была ещё в диковинку, — глаза большие, иссиня-чёрные, ускользающий, неповторимый взгляд. И тогда, и позднее, стоило только появиться на улице вместе с ней, как весь мир вокруг застывал в изумлении, уставившись ей вслед: экстравагантные широкие юбки или брюки, а выше — ещё более немыслимое облачение, шея и руки усыпаны броской бижутерией… Питалась она нерегулярно, ела очень мало, неделями могла обходиться лишь орехами и фруктами. Нередко спала на скамьях, бедствовала во всех жизненных ситуациях и на протяжении всех своих дней. Она сама и есть Царевич Фиванский Юсуф, Тино из Багдада, Чёрный Лебедь.
И была она величайшей из поэтесс, каких только знала Германия. <…> Её темы были многослойно еврейскими, её фантазия имела восточную окраску, но язык её — немецкий; роскошный, блистательный, нежный немецкий; зрелый, пряный язык, каждым своим побегом произраставший из самого ядра творческой субстанции. Неколебимо верная себе, фанатично заклиная самое себя, на дух не перенося всё сытое, благонадёжное, миленькое, она умела на этом языке выразить свои страсти, не раскрывая потаённого и не раздаривая того, что было её сутью.

- Клабунд:

Сердце этой Ласкер… Искусство Эльзы Ласкер-Шюлер родственно тому, что делает её друг Франц Марк. Сказочно пестры их мысли, они подбираются к нам крадучись, как пёстрые звери. Иногда они выходят из леса на просеку, как нежные красные косули. Спокойно пасутся и с удивлением поднимают стройные шеи, услышав, как кто-то ломится сквозь заросли. Они никогда не убегают. Но предстают перед нами в телесной осязаемости.
Эльза Ласкер-Шюлер носит своё сердце на груди, на золотой цепочке. Она не ведает стыда: каждый может смотреть. (Но она не чувствует, когда кто-то рассматривает её сердце. Да её, в общем, и всё равно). Она любит только себя, знает только себя. Объекты, хранимые в её сердце… суть оловянные солдатики, с которыми она играет. Но она страдает от этих солдатиков; и когда о них говорит, слова выходят из её нутра сгустками крови.

## Основные произведения

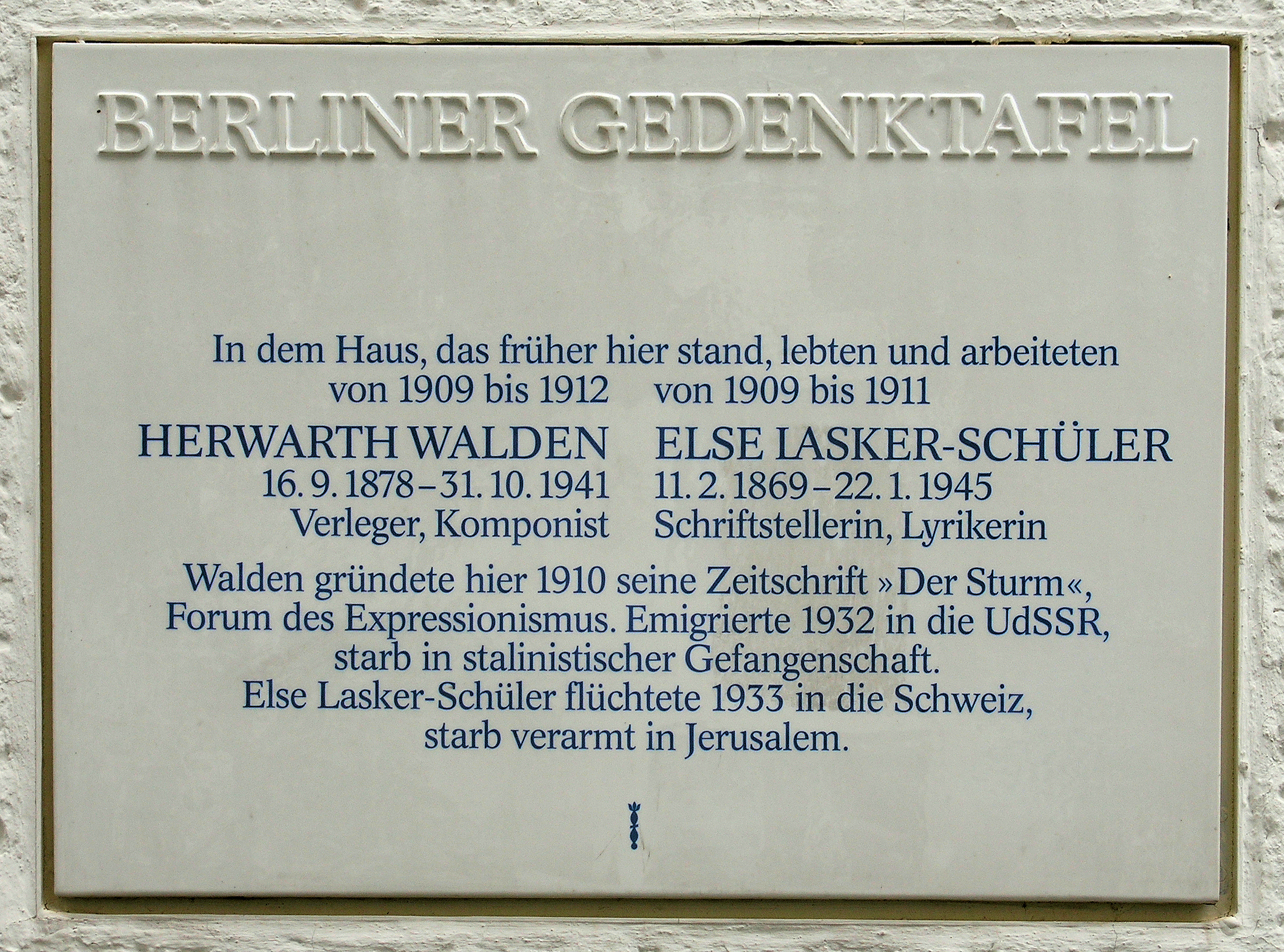
Памятная доска Г. Вальдена и Э. Ласкер-Шюлер в Берлине

- Styx (1902)
- Der siebente Tag (1905)
- Meine Wunder (1911)
- Hebräische Balladen (1913)
- Gesammelte Gedichte (1917)
- Mein blaues Klavier (1943)

## Признание и память
- Лауреат престижной премии Генриха Клейста (1932).
- В Берлине ныне установлены две памятные доски. Первая на доме, где в 1909—1911 годах жила Эльза Ласкер-Шюлер (Катариненштрассе, дом 5), и где они совместно с мужем Гервартом Вальденом издавали экспрессионистский журнал «Der Sturm». Вторая на доме, где она жила с 1924 по 1933 год (Моцштрассе, дом 7).
- В 1990 году в Вуппертале было создано политико-литературное «Общество Эльзы Ласкер-Шюлер» (нем. «Else-Lasker-Schüler-Gesellschaft»)[4].
- Учреждена Драматическая премия имени Эльзы Ласкер-Шюлер[нем.].

## Галерея
- Визуальный архив Эльзы Ласкер-Шюлер в Национальной библиотеке Израиля (англ.). laskerschuelerarchives.org. Дата обращения: 18 июля 2025.